# Nathuram Godse

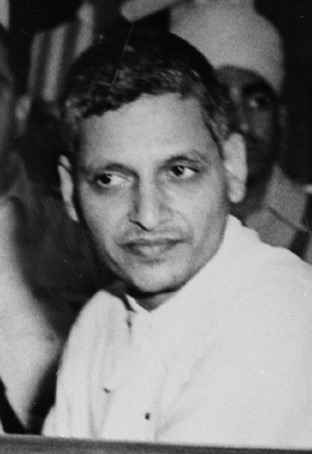
Nathuram Godse

Nathuram Vinayak Godse (in hindi: नथूराम गोडसे) (Baramati, 19 maggio 1910 – Ambala, 15 novembre 1949) è stato un criminale indiano, noto per aver commesso l'assassinio del Mahatma Gandhi.

## Biografia
Prima che Nathuram nascesse, i suoi genitori avevano già avuto quattro figli e una figlia. Tuttavia, i maschi morirono durante l'infanzia. Pensando di avere una maledizione pendente, il padre e la madre gli diedero il nome di Ramachandra e lo allevarono come se fosse una ragazza; solo alla nascita di suo fratello minore il nome gli fu cambiato in Nathuram e venne così trattato come un ragazzo. Il padre, l'impiegato postale Vinayak Vamanrao Godse, gli permise di studiare dapprima in una scuola locale, e successivamente in un'accademia di lingua inglese.
Nel 1930 i genitori si trasferirono a Ratnagiri; lì Godse ebbe modo di conoscere il rivoluzionario induista Vinayak Damodar Savarkar, che influenzò le sue idee politico-religiose. Nella nuova città, Godse lavorò come giornalista per l'Agrani (che in seguito diverrà Hindu Rashtra) e pubblicò alcuni articoli, scritti in lingua marathi, contro la lega dei musulmani indiani: era già molto presente in lui un odio anti-islamico e anti-pakistano che gli permise di entrare in contatto con alcuni ambienti violenti e radicali.
In principio Godse sostenne le lotte di Gandhi, uomo per cui nutriva profondo rispetto, e partecipò ai suoi atti di disobbedienza civile nei confronti dell'invasore britannico: per questo fu anche arrestato, imprigionato e torturato (venne per esempio legato in maniera quasi soffocante al tronco di un albero). Tuttavia, dopo la seconda guerra mondiale Godse accusò Gandhi di sacrificare gli interessi dell'India e degli induisti allo scopo di ottenere il consenso di tutte le minoranze religiose, soprattutto i musulmani.
La goccia che fece traboccare il vaso fu la richiesta, effettuata da Gandhi al governo, di versare un pagamento in favore del Pakistan: il 30 gennaio 1948 il Mahatma Gandhi si trovava presso la Birla House (oggi Gandhi Smriti) a Nuova Delhi, dove avrebbe dovuto tenere la consueta preghiera ecumenica alle ore 17. Ma, essendo impegnato in un colloquio con il ministro degli interni Valabhbhai Patel, non si accorse di aver accumulato un quarto d'ora di ritardo; le sue due pronipoti, Abha e Manu, gli fecero notare la cosa, così il Mahatma interruppe subito il colloquio, rimproverò le nipoti per non averlo avvisato prima e si diresse verso il giardino dove si svolgeva la preghiera. Gandhi era solito fare una deviazione per arrivare al giardino, ma quel giorno decise di attraversarlo direttamente.
Lungo il percorso Manu vide "un uomo corpulento che indossava un'uniforme cachi" che fece un passo in avanti e si piazzò in mezzo al passaggio che la folla aveva creato, inclinò leggermente il busto mentre diceva a mezza voce "Namaste, Gandhi". All'improvviso, quell'uomo brandì la pistola che aveva nascosto tra i palmi delle mani, una Beretta M34, e premette il grilletto per tre volte, colpendo Gandhi al petto. Il Mahatma, con le mani ancora giunte, mormorò "Hé Rām" ("Mio Dio") poi cadde lentamente sull'erba. Erano le ore 17.17: dopo i tre colpi sparati, Godse cercò di confondersi tra la folla e fuggire ma quando si accorse di essere braccato e di rischiare il linciaggio rallentò il passo permettendo alle forze dell'ordine di catturarlo. Nel gennaio del 1949 cominciò il processo nei suoi confronti che si concluse l'8 novembre dello stesso anno con una condanna a morte; la sentenza, cui i sostenitori più stretti di Gandhi erano contrari, fu eseguita una settimana dopo, tramite impiccagione nella prigione di Ambala, nell'Haryana. Il corpo venne in seguito cremato e le ceneri vennero custodite in una cassaforte segreta in India fino al 2020; oggi a Pune è possibile osservare, dietro ad una cupola di vetro, un'urna contenente le ceneri.